# Be'eri
Be'eri (hebrejsky בְּאֵרִי, v oficiálním přepisu do angličtiny Be'eri) je vesnice typu kibuc v Izraeli, v Jižním distriktu, v Oblastní radě Eškol.

## Geografie
Leží v nadmořské výšce 84 metrů na severozápadním okraji pouště Negev; v oblasti která byla od 2. poloviny 20. století intenzivně zúrodňována a zavlažována a ztratila charakter pouštní krajiny. Jde o zemědělsky obdělávaný pás přiléhající k pásmu Gazy a navazující na pobřežní nížinu.
Obec se nachází 11 kilometrů od břehu Středozemního moře, cca 76 kilometrů jihojihozápadně od centra Tel Avivu, cca 80 kilometrů jihozápadně od historického jádra Jeruzalému a 10 kilometrů západně od města Netivot. Be'eri obývají Židé, přičemž osídlení v tomto regionu je etnicky převážně židovské. 5 kilometrů severozápadním směrem ale začíná pásmo Gazy s početnou arabskou (palestinskou) populací.
Be'eri je na dopravní síť napojen pomocí lokální silnice 232.

## Dějiny
Be'eri byl založen v roce 1946. Pojmenován je podle sionistického teoretika Berla Kacnelsona (1887–1944), který používal pseudonym Be'eri. Kibuc vznikl v říjnu 1946 v rámci masivního osidlovacího programu 11 bodů v Negevu, jehož cílem bylo během jediného dne zřídit na okraji Negevu jedenáct židovských osad.
Zakladateli vesnice byla skupina Židů napojená na sionistická mládežnická hnutí ha-No'ar ha-Oved ve-ha-Lomed a he-Chaluc. Během války za nezávislost v roce 1948 byla vesnice napadena a zničena při útoku egyptské armády. Po válce ji osadníci obnovili ale v jiné lokalitě, cca 3 kilometry k jihovýchodu, do současné polohy.
Koncem 40. let měl kibuc rozlohu katastrálního území 5 250 dunamů (5,25 kilometrů čtverečních). Zemědělské pozemky obhospodařované kibucem se dnes rozkládají na ploše 11 500 dunamů (11,5 kilometrů čtverečních). Obec se specializuje na pěstování obilí, brambor, slunečnic, podzemnice olejné a citrusů a na produkci mléka. V kibucu rovněž funguje tiskařská firma. K dispozici jsou zde zařízení předškolní péče o děti. Dále je tu zdravotní středisko, plavecký bazén a sportovní areály.
Během útoků Hamásu na Izrael v říjnu 2023 došlo v kibucu k masakru jeho obyvatel, během něhož zemřelo minimálně 130 lidí.

## Demografie
Obyvatelstvo kibucu je sekulární. Podle údajů z roku 2014 tvořili naprostou většinu obyvatel v Be'eri Židé - cca 900 osob (včetně statistické kategorie "ostatní", která zahrnuje nearabské obyvatele židovského původu ale bez formální příslušnosti k židovskému náboženství, cca 1000 osob).
Jde o menší obec vesnického typu s dlouhodobě rostoucí populací. K 31. prosinci 2014 zde žilo 971 lidí. Během roku 2014 populace stoupla o 2,8 %.
| Rok            | 1948 | 1961 | 1972 | 1983 | 1995 | 2001 | 2003 | 2004 | 2005 | 2006 | 2007 | 2008 | 2009 | 2010 | 2011 | 2012 | 2013 | 2014 |
| -------------- | ---- | ---- | ---- | ---- | ---- | ---- | ---- | ---- | ---- | ---- | ---- | ---- | ---- | ---- | ---- | ---- | ---- | ---- |
| Počet obyvatel | 160  | 390  | 510  | 620  | 720  | 748  | 756  | 759  | 782  | 774  | 787  | 793  | 877  | 898  | 933  | 935  | 945  | 971  |